# Issendolus
Issendolus – miejscowość i gmina we Francji, w regionie Oksytania, w departamencie Lot.
Według danych na rok 1990 gminę zamieszkiwało 365 osób, a gęstość zaludnienia wynosiła 19 osób/km² (wśród 3020 gmin regionu Midi-Pireneje Issendolus plasuje się na 706. miejscu pod względem liczby ludności, natomiast pod względem powierzchni na miejscu 581.).